# Charles P. de Saint-Aignan
Charles P. de Saint-Aignan, né le 16 février 1977 à Paris, est un astronome amateur français naturalisé américain. 
Il travaille en tant qu'ingénieur développement pour IBM sur le projet IBM Watson. Il est diplômé de l'école Saint Paul (en) du New Hampshire, en 1995, ainsi que de l'Université Brown à Providence dans le Rhode Island (en 1999).
En 1991 et en 1994, Charles travailla avec Ted Bowell à l'observatoire Lowell, où il découvrit plusieurs astéroïdes. Le premier astéroïde trouvé fut nommé en l'honneur de Walter Hawley, son professeur d'astronomie au lycée, (8710) Hawley.
L'astéroïde (5995) Saint-Aignan est nommé en son honneur.

## Astéroïdes découverts
| (8371) Goven           | 2 octobre 1991  |
| (8710) Hawley          | 15 mai 1994     |
| (12306) Pebronstein    | 7 octobre 1991  |
| (12373) Lancearmstrong | 15 mai 1994     |
| (12374) Rakhat         | 15 mai 1994     |
| (16553) 1991 TL14      | 7 octobre 1991  |
| (20017) Alixcatherine  | 2 octobre 1991  |
| (21083) 1991 TH14      | 2 octobre 1991  |
| (39544) 1991 TN14      | 2 octobre 1991  |
| (42493) 1991 TG14      | 2 octobre 1991  |
| (58295) 1994 JJ9       | 15 mai 1994     |
| (100048) 1991 TE14     | 15 octobre 1991 |